# 晚湖
晚湖是一个位于中国江西省余干、鄱阳县的湖泊，面积约为3平方千米，平均水深约为9米。